# Басов, Владимир Григорьевич
Влади́мир Григо́рьевич Ба́сов (23 января 1944, Москва — 21 декабря 1966, Алейск) — советский военнослужащий, лейтенант (1966). Погиб при исполнении воинского долга.

## Биография
Родился в 23 января 1944 года в Москве. Жил на 3-й Фрезерной улице (ныне Басовская улица), учился в школе № 439. 
В Вооружённых Силах с августа 1961 года. В 1966 году окончил факультет «Стартовых и технических комплексов ракет» Серпуховского высшего командно-инженерного училища. С июня 1966 старший инженер технической ракетной базы Алейской ракетной дивизии.
Во время боевого дежурства 21 декабря 1966 года из-за сильного мороза произошла утечка окислителя, что создало для личного состава смертельную опасность. Инженер-лейтенант Басов приказал подчинённым покинуть опасную зону, а сам немедленно приступил к ликвидации аварии. Благодаря его решительным действиям неисправность была устранена, люди и боевая техника спасены, однако сам он погиб. Похоронен на Кузьминском кладбище.
За мужество и отвагу при исполнении воинского долга инженер-лейтенант Басов Указом Президиума Верховного Совета СССР посмертно был награждён орденом Красной Звезды. 
По решению Моссовета 3-я Фрезерная улица Москвы, на которой вырос герой, стала называться его именем. На мраморной доске слова: «Улица названа Басовской в 1967 году в память офицера Советской Армии Владимира Григорьевича Басова (1944—1966), совершившего героический поступок и погибшего при исполнении воинского долга». Его имя внесено в книгу почёта ЦК ВЛКСМ.